# الأخفش الألهاني
أحمد بن عمران بن سلامة الألهاني، أبو عبد الله ويعرف أيضا بالأخفش الألهاني نسبةً الى (ألهان) جدّ قبيلة من قحطان. وهو مؤدّب ولغويّ ونحوي وشاعر، يقال له (الأخفش) وهو أول الأخافش. أصله من الشام، وتأدب في العراق، ودخل مصر وطبرية، مؤدبًا لولد (إسحاق بن عبد القدوس). كان من الثقات، ذكره عَبْد الرَّحْمَن بْن أَبِي حاتم الرَّازِيّ فِي كتاب الجرح والتعديل، وزعم أنه بغدادي نزل مكة وروى عَنِ ابن علية، ووكيع، وَعَبْد اللَّهِ بْن بَكْر السهمي، وزيد بْن الحباب. وَقَالَ ابن أَبِي حاتم: سمعت أَبِي يَقُولُ: «كتبت عنه بمكة وهو صدق». ومن حديثه، قال: أخبرنا أحمد بن محمّد العتيقيّ، أخبرنَا يُوسُف بن أَحْمَد بن يُوسف الصيدلاني- بمكة- حدّثنا محمّد بن عمرو العقلي، حدّثنا علي بن الحسين، حدّثنا أحمد بن عمران الأخفش، حدّثنا عبد الله بن بكر السهمي، حَدَّثَنَا إِيَاسُ بن أَبِي إِيَاسٍ، عَنْ سَعِيدِ بن الْمُسَيِّبِ، عَنْ سَلْمَانَ الْفَارِسِيِّ، قَالَ: خَطَبَنَا رسولُ اللَّهِ ﷺ فَقَالَ: «أَيُّهَا النَّاسُ مَنْ فَطَّرَ صَائِمًا كَانَ لَهُ مِثْلُ أَجْرِهِ»، وَذَكَرَ حَدِيثًا طَوِيلًا فِي فَضْلِ شهرِ رمضانَ.

## شعره
له أشعار كثيرة، أكثرها في مدح آل البيت، منها: [الرجز]

| إن بني فاطمة الميمونه    |  | ألطيبين الأكرمين الطينه |
| ربيعنا في السنة الملعونه |  | كلهم كالروضة المهتونه   |

قال وحدثني علي بن سراج قال حدثني جعفر بن أحمد قال: قال لي أحمد بن عمران قال الهيثم بن عدي ممن أنت قلت أنا من ألهان أخي همدان قلت نعم هم عرس الجن يسمع به ولا يرى ما رأيت ألهانيا قبلك قال وكان الألهاني قد نزل على رعل حي من بني سليم فلم يقروه، فقال: [البسيط]

| تضيفت بغلتي والأرض معشبة    |  | رعلا وكان قراها عندهم علسي  |
| وأكلبا كأسود الغاب ضارية    |  | وواقفات بأيدي أعبد عبس      |
| والعام أرغد والأيام فاضلة   |  | وما ترى في سواد الحي من قبس |
| يستوحشون من الضيف الملم بهم |  | ويأنسون إلى ذي السوءة الشرس |

وله شعرٌ يمدح جعفر بن جدلة: [المتقارب]

| إذا استسلم المال عند الهذيل |  | فمال الفتى جعفر خاسر |
| وإن ضن جازر بالمدى          |  | فإن الحسام له حاضر   |

## وفاته
تُوفي قبل 250 هـ.